# تاداشي ميهارا
تاداشي ميهارا (باليابانية: 三原正) مواليد 30 مارس 1955 في تاكاساكي، غونما، اليابان، هو ملاكم محترف ياباني معتزل كان يصنف ضمن فئة وزن خفيف المتوسط. حقق بطولة رابطة الملاكمة العالمية.

## إحصائيات
خاض خلال مسيرته 25 نزالا، فاز في 24 ولم يتعادل وخسر في 1. فاز بالضربة القاضية في 15 نزالا.

## روابط خارجية
- تاداشي ميهارا على موقع بوكس ريك (الإنجليزية) (registration required)